# Green Carnation
Green Carnation (oftast skrivet :green carnation) är ett avantgardistiskt progressivt metal-band från Kristiansand i Norge bildat 1990, splittrat 1992 och återförenat 1998. 
Bandet bildades i Kristiansand 1990 när de då okända musikerna Tchort (Terje Vik Schei), Chris Botteri, X-Botteri, och Anders Kobro bildade ett death metal-band. Bandet splittrades 1992 när Tchort blev erbjuden en plats som basist i bandet Emperor. Medan Tchort spelade i andra band (och satt i fängelse), bildade de andra medlemmarna bandet In the Woods... som med tiden började spela en allt mer komplicerad musik. 
1998 återvände Tchort till bandet och skrev tillsammans med de resterande medlemmarna av In the Woods... debutskivan. Skivans titel är Journey to the End of the Night och handlar om hans dotters död. 

## Medlemmar
Nuvarande medlemmar
- Terje Vik Schei ("Tchort") – gitarr (1990–1991, 1998–2007, 2014– )
- Stein Roger Sordal – basgitarr, sång, gitarr, munspel (2001–2007, 2014– )
- Kjetil Nordhus – sång (2001–2007, 2014– )
- Michael Smith Krumins – gitarr, theremin (2004–2007, 2014– )
- Kenneth Silden – keyboard (2005–2007, 2014– )
- Jonathan A. Perez – trummor (2016– )

Tidigare medlemmar
- Christopher Michael Botteri ("C:M.") – gitarr (1990–1991, 1998–2001)
- Anders Kobro – trummor (1990–1991, 2001–2005)
- Christian Botteri ("X") – gitarr (1990–1991, 1998–2001)
- Richart Olsen – sång (1990–1991)
- Alf Tore Rasmussen ("Alf T. Leangel") – trummor (1998–2001)
- Bjørn Harstad ("Berserk") – gitarr 	(2001–2003, 2006)
- Bernt André Moen – keyboard (2001–2004, 2005)
- Øystein Tønnesen – keyboard (2004)
- Tommy Jacksonville – trummor (2005–2007, 2014–2016)

Livemedlemmar
- Ole Vistnes – basgitarr (2005)

## Diskografi
Studioalbum
- 1999 – Journey to the End of the Night
- 2001 – Light of Day, Day of Darkness
- 2003 – A Blessing in Disguise
- 2005 – The Quiet Offspring
- 2006 – Acoustic Verses

Livealbum
- 2018 – Last Day of Darkness

EP
- 1991 – Hallucinations of Despair
- 2005 – The Burden Is Mine... Alone

Samlingsalbum
- 2004 – The Trilogy

Video
- 2007 – A Night Under the Dam (DVD)